# Birthday (The Beatles)
Birthday is een lied dat in 1968 werd uitgebracht op het album The Beatles (The White Album) van de Britse popgroep The Beatles. Het nummer werd geschreven door de bandleden John Lennon en Paul McCartney. Een live-uitvoering van het nummer werd in 1990 door Paul McCartney op single uitgebracht. Deze single stond drie weken in de UK Singles Chart en behaalde de 29ste plaats.

## Achtergrond
Birthday ontstond tijdens een jamsessie in de Abbey Road Studios op 18 september 1968. Die dag zou The Girl Can't Help It, een speelfilm met Little Richard en Fats Domino, uitgezonden worden op BBC Two. De sessie begon daarom al vroeg, om 5 uur 's middags, zodat de The Beatles eerst konden opnemen en daarna naar het nabijgelegen huis van McCartney konden gaan om de film te kijken.
Er bestaan verschillende verhalen over het ontstaan van het nummer. Chris Thomas, een producer van EMI die die dag inviel voor vaste producer George Martin, herinnert zich dat McCartney als eerste in de studio was en dat hij toen de gitaarriff van het nummer speelde. Toen de andere bandleden in de studio arriveerden, had McCartney het hele nummer volgens Thomas al geschreven.
McCartney en Lennon hebben echter allebei in interviews aangegeven dat het nummer door hen beiden gezamenlijk werd geschreven in de studio. In een interview in 1980 beweert Lennon echter dat het nummer in 1968 in India werd geschreven toen The Beatles daar enige weken verbleven om daar transcendentale meditatie te studeren bij de Maharishi Mahesh Yogi.

## Opnamen
De opnamen van het nummer begonnen op 18 september 1968 in de Abbey Road Studios in Londen. Voordat The Girl Can't Help It begon, namen The Beatles 20 takes van het nummer op, waarbij ze zich concentreerden op de backing track. Rond 11 uur 's avonds keerden ze weer terug in de studio en werden er overdubs aan het nummer toegevoegd: tamboerijn, piano, handgeklap (waarbij roadie Mal Evans ook meedeed), achtergrondzang (onder andere door Pattie Boyd, de vrouw van George Harrison, en Yoko Ono, de vriendin van John Lennon) en de leadzang van McCartney (met bijdragen van Lennon).

## Credits
- Paul McCartney - zang, piano, handgeklap
- John Lennon - zang, achtergrondzang, leadgitaar, handgeklap
- George Harrison - basgitaar, handgeklap
- Ringo Starr - drums, tamboerijn, handgeklap
- Pattie Boyd, Yoko Ono - achtergrondzang, handgeklap
- Mal Evans - handgeklap